# تی‌پی‌پی‌تی‌اس
تی‌پی‌پی‌تی‌اس (به انگلیسی: TPPTS) با فرمول شیمیایی P(C۶H۴SO۳Na)۳ یک ترکیب شیمیایی است. که جرم مولی آن 568.42 g/mol می‌باشد. شکل ظاهری این ترکیب، بلورهای جامد ریز سفید است.